# Santa Maria d'Isona
Santa Maria d'Isona és una església gòtica d'Isona i Conca Dellà (Pallars Jussà) inclosa a l'Inventari del Patrimoni Arquitectònic de Catalunya.

## Descripció
Nova església formada pel creuament de l'antiga nau gòtica i la neogòtica actual. Resta la portalada gòtica amb dues arquivoltes i l'ull del rosetó superior. Imatge de la verge al timpà.

## Història
Fou destruïa al 1936. Va ésser restaurada per les Regiones Devastadas. Es conserven els altars i les esteles romanes (concretament tres esteles).